# بيير دينيس (كاتب)
بيير دينيس (بالفرنسية: Pêr Denez)‏ (و. 1921 – 2011 م) هو كاتب، ولغوي، وناشط إسبرانتو فرنسي، ولد في رين، توفي عن عمر يناهز 90 عاماً.

## التعليم
تعلم في جامعة رين، وتعلم في Lycée Saint-Martin ‏
.

## جوائز
حصل على جوائز منها:
- كريو دي سانت جوردي (1993)[9][10]
- Premi Internacional Ramon Llull  [لغات أخرى]‏ (1990)[9]
- Order of the Ermine (modern) [الإنجليزية]‏ (1989)[11]
- دكتوراه فخرية (1985)[12]
- دكتوراه فخرية[9]